# برنامه‌ریز عروسی
برنامه‌ریز عروسی (به انگلیسی: The Wedding Planner) فیلمی به کارگردانی آدام شنکمن محصول سال ۲۰۰۱ است. در این فیلم بازیگرانی همچون جنیفر لوپز، متیو مک‌کانهی، جاستین چیمبرز، بریجت ویلسون، جودی گریر، آلکس روکو، جوانا گلیسون، چارلز کیمبرو، فرد ویلارد، لو مایرز، فرانسیس بای و گرگ لوران ایفای نقش کرده‌اند.

## خلاصه داستان
ماری فیوری (جنیفر لوپز) طراح مراسم ازدواج خانواده‌های ثروتمند است و مشتریان زیادی دارد در یک تصادف رانندگی پزشکی به نام استیو ادیسون (متیو مک‌کانهی)، جان ماری (جنیفر لوپز) را نجات می‌دهد و بین آنها روابط عاشقانه‌ای شکل می‌گیرد چند روز بعد خانمی از ماری برای مدیریت مراسم ازواجش دعوت به عمل می‌آورد و در عین تعجب استیو ادیسون (متیو مک‌کانهی) را به عنوان همسر آینده‌اش معرفی می‌کند. از طرفی پدر ماری هم اصرار دارد او با جوانی به نام ماسیمو (جاستین چیمبرز) ازدواج کند که ماری اصلاً او را دوست ندارد و…